# 米凯尔·梅兹
迈克尔·梅兹（丹麥語：Michael Maze，1981年9月1日—），生于哥本哈根，已退役丹麦乒乓球运动员，为丹麦乒乓球界历史上最杰出的乒乓球选手。

## 生涯
梅兹6岁开始练习乒乓球，其打法为左手横板两面反胶弧圈球打法，以拥有一手“放高球”绝技而闻名乒坛，职业生涯早期曾于欧洲乒乓球青年锦标赛中夺得男单和男双冠军。2004年，梅兹夺得欧洲12强赛男单冠军。同年，他和队友费恩·图格威尔在雅典奥运会男双比赛中配合默契，他们于八强淘汰瑞典的瓦尔德内尔/佩尔森组合，杀入四强，在和当届冠军——中国的马琳/陈玘组合苦战六局后才以2:4不敌对手。在之后的铜牌争夺战中，两人击败了俄罗斯组合马祖诺夫/斯米尔诺夫，夺得季军，实现了丹麦人在乒乓球项目上奖牌零的突破。
2005年，梅兹率队夺得欧锦赛男团冠军。同年举行的上海世乒赛，梅兹在男单比赛中的表现异常出色，他在比赛中接连挫败庄智渊、王皓及郝帅等高手，打入该届比赛的四强，获得季军，成为该届世乒赛赛场上的最大黑马，亦因此取得了丹麦选手在世乒赛的最好成绩。其中，在对阵中国新星郝帅的比赛中，梅兹一度0:3落后，第四局还曾一度7:10落后，但梅兹在此后频繁使用其放高球绝技，导致郝帅不断出现失误，并扳回了一局。随后，梅兹掌握了比赛的主动权，最终连胜三局，上演了大逆转的好戏。
2008年，梅兹出戰北京奧運，在十六強以4-2不敵克羅地亞老將普里莫拉茨。
2009年，梅兹夺得欧洲乒乓球锦标赛男单冠军，打破了波尔和萨姆索诺夫对这一比赛冠军的长期垄断。
2012年，梅兹參加倫敦奧運會，在男單八強與德國的迪米特里·奧恰洛夫苦戰七局，可惜最終落敗，無緣四強。此後，梅兹一直為傷患困擾，没有參加過國際賽事。
2014年，梅兹復出，在歐洲盃復仇擊敗奥恰洛夫，奪得該賽事亞軍。
2016年3月，梅兹因為傷患纏身，宣佈退役，為其十多年的乒壇征戰生涯劃上句號。

## 轶闻
梅兹长相酷似英格兰球星大卫·贝克汉姆，而且曾留着和后者相同的短发发型，故被球迷昵称为“乒坛小贝”。